# Rastislav Michalík
Rastislav Michalík (ur. 14 stycznia 1974 w Staškovie) – słowacki piłkarz grający na pozycji pomocnika.

## Kariera klubowa
Karierę piłkarską Michalík rozpoczynał w klubach ZZO Čadca i FK Považská Bystrica. Następnie został zawodnikiem Dukli Bańska Bystrzyca. W sezonie 1993/1994 zadebiutował w jej barwach w pierwszej lidze słowackiej. Na początku 1995 roku odszedł z Dukli do czeskiego drugoligowca Fotbal Trzyniec, gdzie grał do końca 1996 roku.
W 1997 roku Michalík przeszedł do pierwszoligowej Dukli Praga, a w 1998 roku - do Slovana Liberec. W 2000 roku zdobył ze Slovanem Puchar Czech.
W 2001 roku Michalík ponownie zmienił klub i został zawodnikiem Sparty Praga. Grał w niej do końca 2004 roku. Wraz ze Spartą wywalczył dwa tytuły mistrza Czech w sezonach 2002/2003 i 2004/2005 oraz Puchar Czech w 2004 roku.
W 2005 roku Michalík odszedł ze Sparty do Kayserisporu. Po pół roku gry w Turcji przeniósł się do austriackiego SV Ried. W 2007 roku wrócił na Słowację i przez sezon grał w Spartaku Trnawa. Z kolei w 2008 roku został zawodnikiem trzecioligowego zespołu FK Čadca.
| Sezon   | Klub                   | Kraj     | Rozgrywki  | Mecze | Bramki |
| ------- | ---------------------- | -------- | ---------- | ----- | ------ |
| 1993/94 | Dukla Bańska Bystrzyca | Słowacja | I. liga    | 1     | 0      |
| 1994/95 | Dukla Bańska Bystrzyca | Słowacja | I. liga    | 3     | 0      |
| 1994/95 | Fotbal Trzyniec        | Czechy   | II. liga   | ?     | ?      |
| 1995/96 | Fotbal Trzyniec        | Czechy   | II. liga   | 26    | 2      |
| 1996/97 | Fotbal Trzyniec        | Czechy   | II. liga   | 15    | 1      |
| 1996/97 | Dukla Praga            | Czechy   | I. liga    | 10    | 2      |
| 1997/98 | Dukla Praga            | Czechy   | I. liga    | 15    | 0      |
| 1997/98 | Slovan Liberec         | Czechy   | I. liga    | 9     | 1      |
| 1998/99 | Slovan Liberec         | Czechy   | I. liga    | 25    | 0      |
| 1999/00 | Slovan Liberec         | Czechy   | I. liga    | 24    | 2      |
| 2000/01 | Slovan Liberec         | Czechy   | I. liga    | 27    | 4      |
| 2001/02 | Sparta Praga           | Czechy   | I. liga    | 26    | 0      |
| 2002/03 | Sparta Praga           | Czechy   | I. liga    | 26    | 0      |
| 2003/04 | Sparta Praga           | Czechy   | I. liga    | 25    | 1      |
| 2004/05 | Sparta Praga           | Czechy   | I. liga    | 9     | 0      |
| 2004/05 | Kayserispor            | Turcja   | Süper Lig  | 3     | 0      |
| 2005/06 | SV Ried                | Austria  | Bundesliga | 20    | 1      |
| 2006/07 | SV Ried                | Austria  | Bundesliga | 9     | 0      |
| 2007/08 | Spartak Trnawa         | Słowacja | I. liga    | 18    | 2      |
| 2008/09 | FK Čadca               | Słowacja | III. liga  | ?     | ?      |
| 2009/10 | FK Čadca               | Słowacja | III. liga  | ?     | ?      |
| 2010/11 | FK Čadca               | Słowacja | IV. liga   | ?     | ?      |

## Kariera reprezentacyjna
W reprezentacji Słowacji Michalík zadebiutował 6 lutego 2002 roku w wygranym 3:2 towarzyskim meczu z Iranem. W swojej karierze grał w eliminacjach do Euro 2004 i MŚ 2006. W kadrze Słowacji od 2002 do 2005 roku rozegrał łącznie 20 meczów.
| Mecze i gole w reprezentacji | Mecze i gole w reprezentacji | Mecze i gole w reprezentacji | Mecze i gole w reprezentacji | Mecze i gole w reprezentacji | Mecze i gole w reprezentacji | Mecze i gole w reprezentacji |
| #                            | Data                         | Stadion                      | Rywal                        | Wynik                        | Gol                          | Rozgrywki                    |
| 2002                         | 2002                         | 2002                         | 2002                         | 2002                         | 2002                         | 2002                         |
| ---------------------------- | ---------------------------- | ---------------------------- | ---------------------------- | ---------------------------- | ---------------------------- | ---------------------------- |
| 1.                           | 06.02.2002                   | Teheran                      | Iran                         | 3:2                          | 0                            | towarzyski                   |
| 2.                           | 27.03.2002                   | Graz, Austria                | Austria                      | 0:2                          | 0                            | towarzyski                   |
| 3.                           | 21.08.2002                   | Ołomuniec, Czechy            | Czechy                       | 1:4                          | 0                            | towarzyski                   |
| 4.                           | 07.09.2002                   | Stambuł, Turcja              | Turcja                       | 0:3                          | 0                            | el. ME 2004                  |
| 5.                           | 20.11.2002                   | Trnawa, Słowacja             | Ukraina                      | 2:2                          | 0                            | towarzyski                   |
| 2003                         |                              |                              |                              |                              |                              |                              |
| 6.                           | 12.02.2003                   | Larnaka, Cypr                | Rumunia                      | 1:2                          | 0                            | towarzyski                   |
| 7.                           | 29.03.2003                   | Skopje, Macedonia            | Macedonia Północna           | 2:0                          | 0                            | el. ME 2004                  |
| 8.                           | 02.04.2003                   | Trnawa, Słowacja             | Liechtenstein                | 4:0                          | 0                            | el. ME 2004                  |
| 9.                           | 30.04.2003                   | Żylina, Słowacja             | Grecja                       | 2:2                          | 0                            | towarzyski                   |
| 10.                          | 07.06.2003                   | Bratysława, Słowacja         | Turcja                       | 0:1                          | 0                            | el. ME 2004                  |
| 11.                          | 11.06.2003                   | Middlesbrough, Anglia        | Anglia                       | 1:2                          | 0                            | el. ME 2004                  |
| 12.                          | 11.10.2003                   | Vaduz, Liechtenstein         | Liechtenstein                | 2:0                          | 0                            | el. ME 2004                  |
| 2004                         |                              |                              |                              |                              |                              |                              |
| 13.                          | 31.03.2004                   | Bratysława, Słowacja         | Austria                      | 1:1                          | 0                            | towarzyski                   |
| 14.                          | 28.04.2004                   | Kijów, Ukraina               | Ukraina                      | 1:1                          | 0                            | towarzyski                   |
| 15.                          | 29.05.2004                   | Rijeka, Chorwacja            | Chorwacja                    | 0:1                          | 0                            | towarzyski                   |
| 16.                          | 18.08.2004                   | Bratysława, Słowacja         | Luksemburg                   | 3:1                          | 0                            | el. MŚ 2006                  |
| 17.                          | 04.09.2004                   | Moskwa, Rosja                | Rosja                        | 1:1                          | 0                            | el. MŚ 2006                  |
| 18.                          | 09.10.2004                   | Bratysława, Słowacja         | Łotwa                        | 4:1                          | 0                            | el. MŚ 2006                  |
| 2005                         |                              |                              |                              |                              |                              |                              |
| 19.                          | 26.03.2005                   | Tallinn, Estonia             | Estonia                      | 2:1                          | 0                            | el. MŚ 2006                  |
| 20.                          | 30.03.2005                   | Bratysława, Słowacja         | Portugalia                   | 1:1                          | 0                            | el. MŚ 2006                  |